# Quan hệ Nhật Bản – Đài Loan

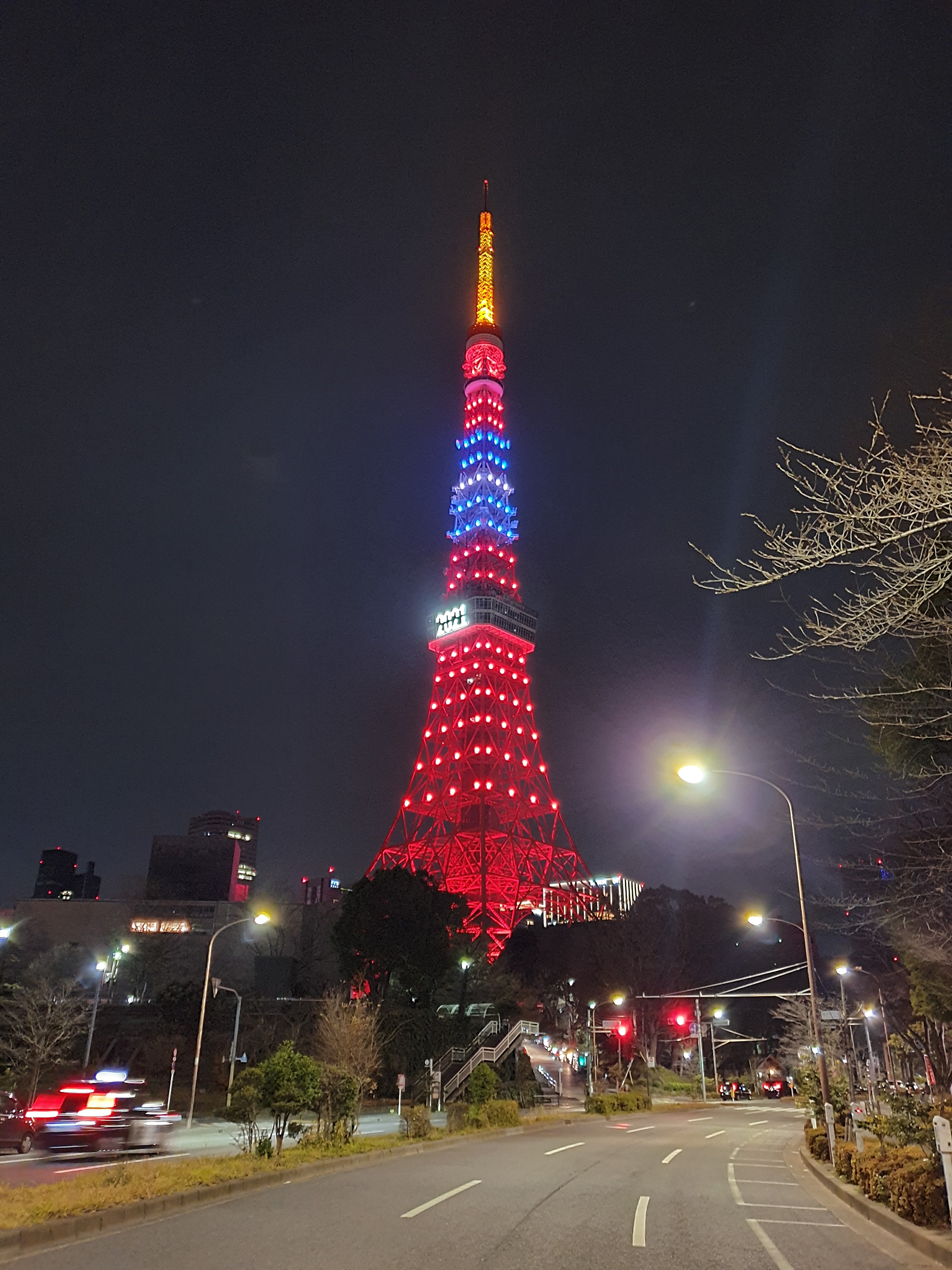
Tháp Tokyo (2021)

Quan hệ Đài Loan – Nhật Bản có thể phân thành các giai đoạn: Trước năm 1895 khi Đài Loan thuộc quyền thống trị của chính quyền Minh Trịnh và Đại Thanh; từ năm 1895 đến năm 1945 khi Đài Loan là bộ phận của Đế quốc Nhật Bản; từ năm 1945 đến năm 1972 khi Đài Loan dưới quyền thống trị của Trung Hoa Dân Quốc; và sau năm 1972 khi Trung Hoa Dân Quốc và Nhật Bản đoạn tuyệt quan hệ ngoại giao. Quan hệ song phương Đài-Nhật phải chịu hạn chế do Chính sách Một Trung Quốc nên quan hệ ngoại giao là phi chính thức, song có quan hệ lịch sử mật thiết, cộng thêm cả hai đều phát triển trong bối cảnh đảo quốc, và phụ thuộc lẫn nhau về địa chính trị. Do đó, ngoài hợp tác phi chính thức về chính trị, hai bên còn duy trì giao lưu rất mật thiết về kinh tế, mậu dịch, văn hoá ở các cấp độ. Hiện nay, hai bên đều lập cơ quan đại diện tại thủ đô và thành phố chủ yếu của đối tác.

## Lịch sử
Nhật Bản từ thời kỳ Muromachi (1336-1573) bắt đầu dùng các tên gọi Takasago (高砂), Takasago Koku (高砂国) hay Kōzan Koku (高山国) để chỉ Đài Loan. Từ thời kỳ Azuchi-Momoyama (1568-1603) về sau, Nhật Bản bắt đầu tìm cách qua lại chính thức. Năm Bunroku thứ 2 (1593) thời Thiên hoàng Go-Yōzei, Toyotomi Hideyoshi phái sứ giả Harada Magoshichiro truyền lệnh người Đài Loan cống nạp, song sứ giả không tìm được cách chuyển văn thư nên không thành công và quay về.
Từ thời kỳ Edo (1603-1867), Nhật-Đài bắt đầu có qua lại chính thức. Năm Keichō thứ 14 (1609), Tướng quân Tokugawa Ieyasu lệnh cho Arima Harunobu đi yêu cầu thổ dân Đài Loan cống nạp, song thổ dân không quan tâm. Năm Genna thứ 12 (1616), Tokugawa Ieyasu lệnh cho đại quan của Nagasaki là Murayama Tōan đi chinh phục Đài Loan, Murayama Tōan cho con thứ là Murayama Akiyasu lĩnh 2-3 nghìn người đi đánh Đài Loan, song gặp bão nên thất bại, phải trở về. Năm Kan'ei thứ 5 (1628), căn cứ của Công ty Đông Ấn Hà Lan tại Đài Loan và thương nhân Nhật Bản phát sinh tranh chấp buôn bán, dẫn đến sự kiện Hamada Yahyōe. Năm Kan'ei thứ 15 (1638), Nhật Bản thi hành chính sách sakoku đóng cửa đất nước, thương quán Hà Lan dời khỏi Đài Loan. Năm 1662, Trịnh Thành Công đại diện chính phủ Nam Minh thống trị Đài Loan, xây dựng chính quyền tại Đài Loan, kết thúc thời kỳ người Hà Lan cai trị đảo. Sau khi Trịnh Thành Công mất, do Đại Thanh tiến hành phong toả thế lực họ Trịnh, Trịnh Kinh tăng cường mua bán qua lại với Nhật Bản. Đương thời, sản phẩm xuất khẩu chủ yếu của Đài Loan là gạo, da hươu, mía đường, cùng với tơ lụa từ Đại Thanh, còn Nhật Bản xuất khẩu bạc, đồng, chì, khôi giáp, vải bông, đồ sứ. Nhằm gia tăng quan hệ mậu dịch song phương, Trịnh Kinh chấp nhận cho thương nhân Nhật Bản đến ở tại Cơ Long, lượng mậu dịch song phương Đài-Nhật đạt đến đỉnh điểm từ năm 1665 đến năm 1672. Tiền tệ ba đời họ Trịnh là Vĩnh Lịch thông bảo được uỷ thác cho Nhật Bản chế tạo, song do thông thương nhộn nhịp, Đông Ninh cũng lưu thông tiền tệ đương thời của Nhật Bản là Kan’ei Tsūhō (寬永通寶, Khoan Vĩnh thông bảo).
Năm 1683, Đại Thanh sáp nhập Đài Loan, sau đó thi hành lệnh hạn chế người Hán sang Đài Loan. Trong giai đoạn này, Nhật Bản vẫn thi hành chính sách đóng cửa, do đó qua lại giữa hai bên bị gián đoạn trong gần hai trăm năm. Năm 1871, tàu của Lưu Cầu bị nạn tại vùng đông nam của Đài Loan, các thủy thủ xung đột với thổ dân địa phương. Năm 1874, Đế quốc Nhật Bản nhân sự kiện này để tiến hành hành động quân sự với bộ lạc thổ dân tại miền nam Đài Loan, tức "sự kiện Mẫu Đơn Xã". Phía Nhật Bản gọi đây là "xuất binh Đài Loan" hoặc "chiến dịch chinh Đài", sự kiện kết thúc bằng giải pháp ngoại giao giữa Đại Thanh và Nhật Bản. Ngày 17 tháng 4 năm 1895, Chiến tranh Thanh-Nhật kết thúc, Lý Hồng Chương và Itō Hirobumi ký kết điều ước Shimonoseki, theo đó Đài Loan và Bành Hồ bị cắt nhượng cho Nhật Bản. Các quan viên thân sĩ bản địa Đài Loan kháng cự cắt nhượng cho Nhật Bản, tại Đài Bắc họ thành lập Đài Loan dân chủ quốc, cựu tuần phủ Đài Loan Đường Cảnh Tùng là tổng thống lâm thời. Đến ngày 26 tháng 5 năm 1895, nghị trưởng Quốc hội Đài Loan dân chủ quốc Lâm Duy Nguyên bỏ chức vụ chạy sang Hạ Môn. Ngày 29 tháng 5 năm 1895, quân Nhật đổ bộ lên Áo Để nay thuộc Tân Bắc. Ngày 4 tháng 6, Tổng thống Đường Cảnh Tùng chưa giao chiến đã bỏ chức vụ chạy sang Hạ Môn. Ngày 14 tháng 6, quân Nhật tiến đến Đài Bắc, tuy có Cô Hiển Vinh hiệp trợ chỉ dẫn vào thành, song vẫn bị nhân dân kháng cự quyết liệt.

### Giai đoạn 1945-1972

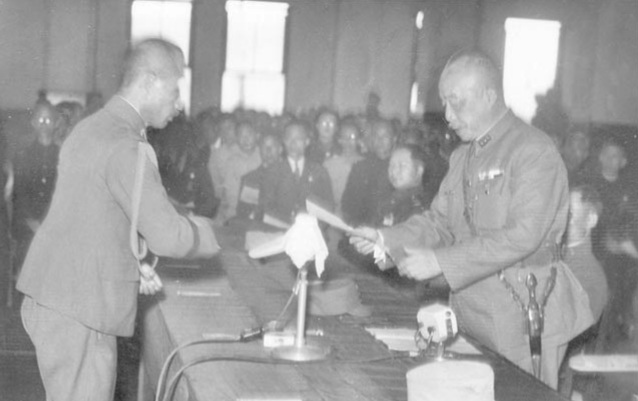
Ngày 25 tháng 10 năm 1945 tại Đài Bắc, Tổng đốc Đài Loan Andō Rikichi và Tướng quân Trần Nghi tiến hành thủ tục bàn giao Đài Loan

Tháng 10 năm 1945, Tưởng Giới Thạch nói rằng vận mệnh của Thiên hoàng Nhật Bản cần do nhân dân Nhật Bản quyết định:47. Sau khi chiến tranh thế giới thứ hai kết thúc, Trung Hoa Dân Quốc đại diện Đồng Minh tiếp quản Đài Loan, đồng thời phái quan chức đến quản trị. Ngày 19 tháng 7 năm 1946, người Đài Loan tại Nhật Bản xảy ra xung đột với cảnh sát và băng đảng Nhật Bản tại quận Shibuya, Tokyo. Sau khi chính phủ Trung Hoa Dân Quốc dời sang Đài Loan, do tình thế chính trị chiến tranh lạnh, Đài Loan và Nhật Bản đều là thuộc phe tư bản chủ nghĩa nên bắt đầu tìm cách lập quan hệ đồng minh.

#### Thập niên 1950
Ngày 31 tháng 3 năm 1950, chính phủ Trung Hoa Dân Quốc thông qua "kế hoạch mậu dịch Đài-Nhật":309. Ngày 1 tháng 6, Đài Loan và Nhật Bản khai trương tuyến hàng không định kỳ:531. Ngày 11 tháng 6, Tưởng Giới Thạch có chỉ ra "hai nước Trung-Nhật nhất định phải hợp tác thân thiết hoà thuận, mới có thể đạt đến mục đích cùng tồn tại cùng phồn vinh":257-259. Tháng 5 năm 1951, Tưởng Giới Thạch tiếp phóng viên Nhật Bản có phát biểu rằng hợp tác mới có thể ổn định Đông Á, giúp ích cho hoà bình thế giới:68. Tháng 6, Tưởng Giới Thạch phát biểu về vấn đề hoà ước với Nhật, chỉ ra rằng mình kháng Nhật sớm nhất, hy sinh nặng nề nhất, cống hiến lớn nhất, về hoà ước với Nhật nếu như không có cách nào tham gia, không chỉ không công bằng với mình, mà còn khiến hoà ước với Nhật mất đi tính chân thực, đồng thời làm trầm trọng thêm cục thế hỗn loạn tại Viễn Đông, không tiếp nhận bất kỳ điều kiện kỳ thị nào:68. Ngày 30 tháng 6, "Hiệp định mậu dịch Trung-Nhật" hết hạn, hai bên đồng ý gia hạn vô hạn định:327. Tháng 12, Thủ tướng Nhật Bản Yoshida Shigeru bảo đảm với Hoa Kỳ không thừa nhận "Trung Cộng", đồng thời nguyện theo nguyên tắc của "Hoà ước San Francisco" để cùng Đài Loan ký kết điều ước khôi phục quan hệ chính thức:69.
Ngày 28 tháng 4 năm 1952, "điều ước hoà bình Trung-Nhật" được ký kết tại Đài Bắc:70, điều ước có tổng cộng 14 điều, Trung Hoa Dân Quốc không đòi bối thường:194, điều hai của điều ước thừa nhận Nhật Bản theo "hoà ước San Francisco" từ bỏ tất cả quyền lợi và yêu cầu đối với Đài Loan, Bành Hồ, quần đảo Trường Sa và quần đảo Hoàng Sa:194; Tưởng Giới Thạch tiếp kiến đại biểu toàn quyền ký kết điều ước của Nhật Bản là Kawada Isao, gửi lời muốn cùng thiết lập hoà bình tại Đông Á:70. Tháng 8, Tưởng Giới Thạch chính thức ký kết phê chuẩn điều ước này:71. Đoàn đại biểu của Đài Loan tại Nhật Bản bị bãi bỏ, hai bên lập đại sứ quán tại Đài Bắc và Tokyo:71. Tháng 10, đại sứ Nhật Bản tại Đài Loan mới được bổ nhiệm là Yoshizawa Kenkichi trình quốc thư:71. Ngày 5 tháng 3 năm 1955, "hiệp định Không vận lâm thời Trung-Nhật" được ký kết tại Tokyo:594. Ngày 22 tháng 4, hai bên trao đội văn kiện ký kết hiệp định Mậu dịch Trung-Nhật:595.
Tháng 5 năm 1956, Đài-Nhật ký kết hiệp định mậu dịch:85. Tháng 8, Tưởng Giới Thạch tiếp kiến đoàn phái đoàn thân thiện các giới Nhật Bản, đoàn trưởng Ishii Mitsujirō trình thư tay của Thủ tướng Hatoyama Ichirō, đồng thời nói rằng người Nhật Bản không ai không cảm kích Tưởng Giới Thạch về việc bảo tồn chính thể Nhật Bản sau khi Nhật Bản chiến bại và chính sách khoan dung "lấy đức báo oán" với Nhật:86. Tháng 12, chính phủ Nhật Bản chính thức phủ nhận Thủ tướng Hatoyama Ichirō dàn xếp "hai nước Trung Quốc":87. Hội đồng Bảo an Liên Hợp Quốc trong năm thông qua việc Nhật Bản gia nhập Liên Hợp Quốc:87. Tháng 3 năm 1957, Tưởng Giới Thạch trả lời bằng văn bản nhà báo Nhật Bản, kỳ vọng Đài-Nhật đối phó Liên Xô xâm lược, vĩnh viễn chân thành hợp tác:88. Tháng 4, "uỷ ban Chính sách hợp tác Trung-Nhật" được thành lập tại Tokyo:88. Tháng 6, Thủ tướng Nhật Bản Kishi Nobusuke sang thăm Đài Loan, cùng Tưởng Giới Thạch thương lượng vấn đề hữu quan Đài-Nhật:88. Tháng 9, Tưởng Giới Thạch phái đặc sứ Trương Quần sang Nhật Bản đáp tạ:89.
Tháng 10 năm 1958, Tưởng Giới Thạch trả lời phỏng vấn nhà báo Nhật Bản, chê trách Trung Quốc đại lục dùng mậu dịch để đạt được mục đích chính trị, kỳ vọng Nhật Bản kiên định lập trường:92. Tháng 7 năm 1959, Kishi Nobusuke nói rằng nếu Trung Quốc thống trị Đài Loan sẽ "tạo thành uy hiếp to lớn đến an ninh quốc gia Nhật Bản". Tháng 12, cựu thủ tướng Nhật Bản Yoshida Shigeru sang Đài Loan, yết kiến Tưởng Giới Thạch, hai bên trao đổi ý kiến thế cục đương thời:95.

#### Thập niên 1960
Sang thập niên 1960, Đảng Dân chủ Tự do cầm quyền tại Nhật Bản tuy vẫn không chính thức thừa nhận Cộng hoà Nhân dân Trung Hoa, song hai bên từ năm 1962 lần lượt thiết lập văn phòng mậu dịch, đảm nhiệm công việc giao dịch hàng hoá:210. Thế lực cánh tả Nhật Bản nhiều lần sang thăm Trung Quốc đại lục; Cộng hoà Nhân dân Trung Hoa cũng thường phái "đoàn thể văn hoá" sang Nhật Bản tiến hành hoạt động thâm nhập:210.
Tháng 5 năm 1963, Tưởng Giới Thạch lệnh cho bí thư trưởng phủ tổng thống là Trương Quần sang thăm Nhật Bản; tháng 8, thương nhân Nhật Bản đem bán xưởng sợi vinylon cho phía Trung Quốc đại lục, được ngân hàng xuất nhập khẩu của chính phủ đứng giữa bảo đảm, phía Đài Loan biểu thị cực lực phản đối:104. Nội các Ikeda Hayato nhất quyết tiến hành với lý do mậu dịch theo nguyên tắc phân biệt chính trị-kinh tế. Ngày 19 tháng 9, Ikeda Hayato tại buổi chiêu đãi nhóm tổng biên tập hệ thống truyền thông Hearst có nói rằng "Cộng hòa Nhân dân Trung Hoa trong 3-5 năm nay không có biến hóa, chính sách phản công Đại lục của Đài Loan không có căn cứ, gần như ảo tưởng". Ngày 21 tháng 9, Tưởng Giới Thạch khi tiếp một nhóm nhân sĩ từ Tokyo sang Đài Bắc đã chỉ trích gắt gao ngôn luận của Thủ tướng Ikeda, nói rằng "điều ước Hỗ trợ Đồng minh hữu hảo Trung-Xô" giữa Trung Quốc đại lục và Liên Xô nhằm đề phòng chủ nghĩa quân phiệt Nhật, đồng thời cảnh cáo người Nhật chớ quên bài học lịch sử:105. Tháng 10, một đoàn đại biểu cơ khí Trung Quốc đại lục sang thăm Nhật Bản, một thành viên của đoàn này là Chu Hồng Khánh đến Đại sứ quán Trung Hoa Dân Quốc tìm kiếm bảo hộ chính trị, song vào nhầm Đại sứ quán Liên Xô. Dù Chu Hồng Khánh muốn đến Đài Loan song nội các của Ikeda Hayato vẫn đưa người này về Trung Quốc đại lục:106. Các hành động không hữu hảo của Nhật Bản khiến quan hệ Đài-Nhật đến gần mức tan vỡ:106. Chính phủ Trung Hoa Dân Quốc bất mãn, từng triệu hồi đại sứ tại Nhật là Trương Lệ Sinh để thể hiện kháng nghị.
Tháng 2 năm 1964, cựu thủ tướng của Nhật Bản là Yoshida Shigeru sang thăm Đài Loan, ông và Tưởng Giới Thạch nhiều lần hội đàm, xem xét tình hình chống cộng tại châu Á, nhận định rằng muốn tìm kiếm hoà bình và ổn định cho Đông Á thì cần phải gia tăng hiểu biết, hợp tác chân thành:106. Tưởng Giới Thạch thấy Yoshida Shigeru là chính khách kỳ cựu, bèn thúc giục ông phụ trách cùng cứu vãn cuộc khủng hoảng này:106. Yoshida Shigeru và Tưởng Giới Thạch cùng ra thư ủng hộ chính phủ Trung Hoa Dân Quốc, mới hoà dịu quan hệ song phương. Tháng 3, Tưởng Giới Thạch tiếp kiến đoàn nhà báo Nhật Bản, bày tỏ kỳ vọng người Nhật Bản đừng theo áp lực và cám dỗ của Trung Quốc đại lục, mà nguy hại đến quan hệ truyền thống Đài-Nhật:106. Ngày 5 tháng 3, Thứ trưởng Ngoại giao Nhật Bản Mōri Matsuhei sang thăm Đài Loan, làm rõ chính sách phân biệt chính trị và kinh tế của Nhật Bản đối với Trung Quốc cộng sản:699. Tháng 7, Ngoại trưởng Nhật Bản Ōhira Masayoshi đến Đài Loan, gặp Tưởng Giới Thạch và trình bày về quan hệ Đài-Nhật, đồng thời biểu thị Nhật Bản "hết sức hy vọng Trung Hoa Dân Quốc có thể phản công phục quốc thành công":107. Tháng 10, Thế vận hội Mùa hè cử hành tại Tokyo, hành trình rước đuốc bao gồm thành phố Đài Bắc, là lần duy nhất ngọn đuốc thế vận hội tiến vào Đài Loan cho đến nay. Trong thời gian Thế vận hội, xảy ra sự kiện vận động viên Mã Tình Sơn của đoàn Trung Hoa Dân Quốc đào tẩu sang phía Trung Quốc đại lục.
Ngày 13 tháng 1 năm 1965, Thủ tướng Nhật Bản Satō Eisaku và Tổng thống Hoa Kỳ Lyndon B. Johnson ra tuyên bố chung, nhấn mạnh ủng hộ Đài Loan, đồng thời duy trì quan hệ ngoại giao hữu hảo và chính thức với Đài Loan:710. Ngày 8 tháng 2, Thủ tướng Nhật Bản Satō Eisaku biểu thị tại Quốc hội Nhật Bản, rằng thư tín Yoshida Shigeru trao cho Tưởng Giới Thạch có sức rằng buộc đối với chính phủ Nhật Bản:109. Ngày 17 tháng 3, chính phủ Nhật Bản phê chuẩn kế hoạch khoản vay 150 triệu USD, hiệp trợ Đài Loan thi hành kế hoạch kiến thiết kinh tế bốn giai đoạn; ngày 26 tháng 4, hiệp định vay tiền được ký kết tại Đài Bắc; ngày 22 tháng 9, hiệp định kỹ thuật về phát triển kinh tế Đài Loan với khoản vay 160 triệu USD được ký kết tại Tokyo.:712. Ngày 1 tháng 12, Bí thư trưởng phủ Tổng thống Trương Quần gọi điện cho Thủ tướng Nhật Bản Satō Eisaku, đại diện cho Tưởng Giới Thạch chúc mừng Nhật Bản và Hàn Quốc khôi phục quan hệ ngoại giao:718. Sau cách mạng văn hoá, kim ngạch mậu dịch giữa Trung Quốc đại lục và Nhật Bản có chút gia tăng, do đó chính khách cơ hội tại Nhật Bản tích cực tiến hành hoạt động để thiết lập quan hệ ngoại giao với Trung Quốc đại lục:210. Tuy nhiên, do Chu Ân Lai thù địch với nội các Sato, đàm phán thiết lập quan hệ ngoại giao chậm chạp chưa đạt kết quả cụ thể:210.
Tháng 7 năm 1967, lãnh tụ Trung Hoa Dân Quốc, Hoa Kỳ, Nhật Bản và Hàn Quốc cử hành hội nghị phi chính thức tại Seoul, Phó Tổng thống Nghiêm Gia Cam đại diện Trung Hoa Dân Quốc:116. Ngày 7 tháng 9, Thủ tướng Nhật Bản Satō Eisaku sang thăm Đài Loan, hội kiến Tưởng Giới Thạch thương thảo vấn đề chung Đài-Nhật, đồng thời trao đổi ý kiến về thế cục đương thời và tình hình Trung Quốc đại lục:116-117. Ngày 12 tháng 9, Tưởng Giới Thạch tiếp kiến nhà báo Nhật Bản, chỉ ra rằng nội bộ chính quyền Trung Quốc đại lục nhất định rơi vào cảnh hỗn loạn kéo dài, mong người Nhật Bản tôn trọng truyền thống phương Đông, không để chủ nghĩa cộng sản có cơ hội thâm nhập, chỉ có tăng cường hợp tác Đài-Nhật mới có thể đạt được mục đích này:117. Ngày 27 tháng 11, Bộ trưởng Quốc phòng Trung Hoa Dân Quốc Tưởng Kinh Quốc sang thăm Nhật Bản, Thiên hoàng Hirohito khi tiếp kiến biểu thị vĩnh viễn không quên lòng nhân đức khoan dung của Tưởng Giới Thạch:117. Tưởng Kinh Quốc còn hội kiến với thủ tướng và các quan chức cấp cao của Nhật Bản, thăm các công xưởng xí nghiệp chủ yếu như Nissan và Toshiba, cùng NHK và Mainichi Shimbun, ngày 2 tháng 12 thì về Đài Loan. Hơn 15.000 người Nhật Bản tại Tokyo tiến hành đại hội cảm tạ Tưởng Giới Thạch:117. Tháng 12, cựu thủ tướng của Nhật Bản là Kishi Nobusuke dẫn đoàn yết kiến Tưởng Giới Thạch:118. Ngày 27 tháng 2 năm 1968, Đại sứ Trung Hoa Dân Quốc tại Nhật Bản là Trần Chi Mại kháng nghị nghiêm khắc với chính phủ Nhật Bản về việc Nhật Bản nỗ lực thiết lập quan hệ ngoại giao với Mông Cổ:750. Ngày 8 tháng 6, Tưởng Giới Thạch tiếp kiến đoàn nhà báo Nhật Bản, một lần nữa bày tỏ lập trường nhất quán kiên quyết phản đối "hai nước Trung Quốc", đồng thời nhấn mạnh Nhật Bản nếu như bãi bỏ "thư tín Yoshida" thì không khác gì vứt bỏ "hoà ước Trung-Nhật"; Tưởng Giới Thạch chỉ ra rằng Trung Quốc cộng sản là nguyên nhân gây tai hoạ tại Đông Á, cái gọi là trung lập cùng tồn tại sẽ là vô cùng tai hại, Nhật Bản cần hợp tác loại bỏ nguy cơ:119. Tháng 1 năm 1970, Tưởng Giới Thạch tiếp kiến đoàn nhà báo Nhật Bản nói rằng bất luận chính sách quốc gia của nước nào có chuyển biến ra sao, lập trường bảo vệ tự do và an ninh của tôi sẽ mãi không thay đổi:123. Ông đồng thời nói với nhân dân Nhật Bản rằng Trung Quốc cộng sản muốn nhuộm đỏ Nhật Bản, cần phải phân rõ kẻ thù và bạn hữu:123. Tháng 7, Nghiêm Gia Cam đại diện cho Tưởng Giới Thạch sang thăm Nhật Bản:123.

### Sau khi đoạn tuyệt ngoại giao

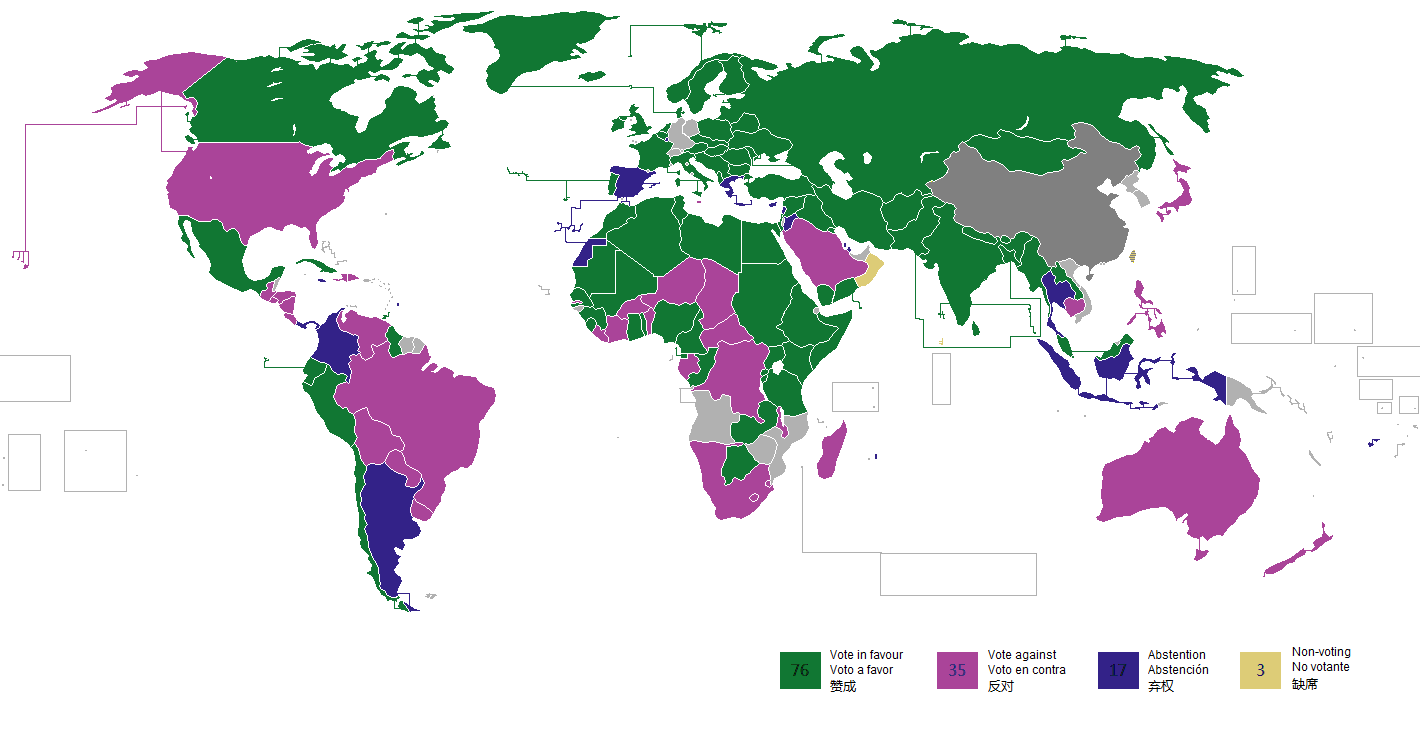
Màu đỏ thể hiện các quốc gia ủng hộ Trung Hoa Dân Quốc khi biểu quyết về Nghị quyết 2758 của Đại Hội đồng Liên Hợp Quốc, trong đó có Nhật Bản.

Tháng 10 năm 1971, Nhật Bản bỏ phiếu phản đối nước Cộng hoà Nhân dân Trung Hoa thay thế ghế của Trung Hoa Dân Quốc tại Liên Hợp Quốc, song nghị quyết cuối cùng vẫn được thông qua. Tháng 7 năm 1972, Thủ tướng Satō Eisaku có lập trường thân Đài tuyên bố nghỉ hưu:194. Chu Ân Lai tận dụng thời cơ, chủ động phát biểu hai bên Trung-Nhật cấp tốc thiết lập quan hệ ngoại giao:210. Ngày 6 tháng 7, Quốc hội Nhật Bản thông qua việc Tanaka Kakuei có lập trường thân Trung trở thành thủ tướng, ngày 25 tháng 9 ông sang thăm Trung Quốc đại lục, đến ngày 29 tháng 9 hai bên ra tuyên bố chung, thiết lập quan hệ ngoại giao:194. Cùng ngày, Bộ Ngoại giao Trung Hoa Dân Quốc ra tuyên bố đoạn tuyệt quan hệ ngoại giao với Nhật Bản, song vẫn duy trì quan hệ hữu hảo về dân sự với Nhật Bản và các nhân sĩ chống cộng của Nhật, giao lưu mậu dịch và văn hoá song phương tiếp tục phát triển:194. Chính phủ Nhật Bản đồng thời đoạn tuyệt bang giao với Trung Hoa Dân Quốc, Bộ trưởng Ngoại giao Ōhira Masayoshi bày tỏ chính phủ Nhật Bản "đau lòng" về điều này, nhiều người Nhật Bản cũng có cùng cảm nhận:7. Năm 1973, nghị viên Quốc hội Nhật Bản thành lập Hội Khẩn đàm nghị viên Nhật-Hoa, nhằm duy trì giao lưu song phương.
Ngày 5 tháng 4 năm 1975, Tưởng Giới Thạch từ trần, Chánh Văn phòng Nội các Ichitarō Ide đại diện Chính phủ Nhật Bản phát biểu "phi chính thức" tán dương Tưởng Giới Thạch là đại ân nhân của Nhật Bản, rằng chính sách "lấy đức báo oán" của ông với Nhật Bản làm tăng tốc tái thiết và phục hưng Nhật Bản thời hậu chiến, và quốc dân Nhật Bản rất đau buồn về việc Tưởng Giới Thạch từ trần. Cùng ngày, cựu thủ tướng Nhật Bản Satō Eisaku nói Nhật Bản vĩnh viễn không quên tấm lòng của Tưởng Giới Thạch sau chiến tranh thế giới thứ hai:7. Ngày 7 tháng 4, Ban cán sự Đảng Dân chủ Tự do Nhật Bản quyết định phái Satō Eisaku lấy danh nghĩa đại diện thủ lĩnh đảng đến viếng tang lễ. Tin tức này lập tức khiến phía Trung Quốc đại lục kịch liệt phản đối, nói rằng điều này sẽ gây ảnh hưởng tiêu cực đến quan hệ hai bên sau này. Cuối cùng, Satō Eisaku lấy danh nghĩa đại diện bạn hữu Đảng Dân chủ Tự do đến viếng tang lễ.
Tháng 6 năm 1978, Tưởng Kinh Quốc trả lời phỏng vấn, nói rằng không thể chấp nhận áp dụng mô hình Nhật Bản mà đình chỉ quan hệ ngoại giao với Hoa Kỳ mà vẫn duy trì quan hệ mậu dịch rộng rãi; cho rằng quan hệ Mỹ-Đài và quan hệ Nhật-Đài hoàn toàn khác nhau. Ngày 3 tháng 1 năm 1984, Cục Thông tin của Đài Loan tuyên bố phê chuẩn cấp phép nhập khẩu bốn bộ phim Nhật Bản, là lần bỏ cấm đầu tiên kể từ năm 1973. Ngày 16 tháng 3 năm 1985, Tổng thống Tưởng Kinh Quốc tiếp kiến cựu Thủ tướng Kishi Nobusuke và goá phụ của cựu Thủ tướng Satō Eisaku. Tháng 9 năm 1986, nhằm kỷ niệm 100 năm sinh nhật Tưởng Giới Thạch, một nhóm chính khách kỳ cựu và lãnh đạo công thương Nhật Bản do cựu Thủ tướng Kishi Nobusuke đứng đầu phát động thành lập "Tưởng công di đức hiển chương hội" tại Tokyo, Nhật Bản, thành viên ban đầu lên tới hơn 6.000 người. Hạ tuần tháng 10, hội cử hành đại hội kỷ niệm lần thứ nhất tại Nagoya, có nhiều nhân vật cao cấp tham dự.
Năm 1988, Lý Đăng Huy nhậm chức tổng thống, ông tích cực xúc tiến qua lại song phương Đài-Nhật. Trong thập niên 1990, sau khi chính quyền Đài Loan bãi bỏ lệnh cấm văn hoá đại chúng Nhật Bản, phim truyền hình, trò chơi điện tử, phim hoạt hình và truyện tranh Nhật Bản tiến vào Đài Loan với số lượng lớn, tạo thành ảnh hưởng to lớn đối với xã hội Đài Loan. Năm 1996, khi xảy ra khủng hoảng tên lửa eo biển Đài Loan, chính phủ Nhật Bản đề xuất với Trung Quốc lập trường "đối thoại trực tiếp và giải quyết vấn đề hoà bình". Ngày 17 tháng 8 năm 1997, Bộ trưởng Phòng vệ Nhật Bản Kajiyama Seiroku biểu thị "tình trạng xung quanh" trong "chỉ dẫn hợp tác phòng vệ Nhật Mỹ" bao gồm tranh chấp hai bờ eo biển Đài Loan. Tháng 5 năm 1998, Quốc hội Nhật Bản thông qua luật sửa đổi quản lý xuất nhập cảnh, thừa nhận hộ chiếu Trung Hoa Dân Quốc, bãi bỏ giấy chứng minh hành trình phụ theo hộ chiếu cấp cho người Đài Loan thay vì thị thực như bình thường từ sau khi đoạn tuyệt quan hệ ngoại giao, đồng thời khôi phục miễn thị thực cho du khách Đài Loan quá cảnh trong 72 giờ. Tháng 9 năm 1999, chính phủ Nhật Bản nới lỏng hơn nữa quy định thị thực đối với du khách Đài Loan đến Nhật Bản nhiều lần. Sau trận động đất ngày 21 tháng 9 năm 1999 tại Đài Loan, chính phủ và dân chúng Nhật Bản tích cực viện trợ Đài Loan cứu trợ thiên tai.

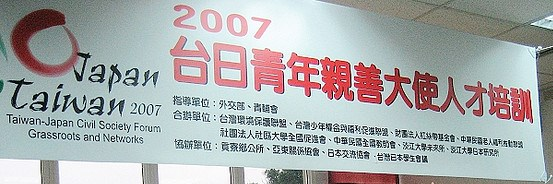
Bồi dưỡng nhân tài đại sứ thân thiện thanh niên Đài-Nhật năm 2007.

Từ năm 2002, Bộ Ngoại giao Nhật Bản sửa đổi nội quy, quan chức Nhật Bản từ cấp khoá trưởng 課長 trở xuống có thể tiếp xúc với quan chức Đài Loan, thay vì từ cấp phó trở xuống như trước. Ngày 18 tháng 1 năm 2003, Tổng thống Trần Thủy Biển phê phán mạnh mẽ nhà kinh tế học nổi tiếng người Nhật Bản Omae Kenichi về luận thuyết "liên bang Trung Hoa", cho rằng nhân dân Đài Loan không cách nào chấp thuận "một quốc gia hai chế độ", huống chi liên bang một quốc gia hai chế độ "càng tồi tệ". Tháng 12, cựu Thủ tướng Nhật Bản Mori Yoshirō sang thăm Đài Loan, hội kiến Tổng thống Trần Thủy Biển. Ngày 19 tháng 3 năm 2004, Trần Thủy Biển bị bắn gây thương tích một ngày trước bầu cử tổng thống, Thủ tướng Nhật Bản Koizumi Junichirō gọi điện thăm hỏi. Tháng 2 năm 2005, Hoa Kỳ và Nhật Bản đạt tới "mục tiêu chiến lược chung", lần đầu tiên đề cập rõ về vấn đề eo biển Đài Loan. Ngoại trưởng Nhật Bản Machimura Nobutaka cũng nói rõ đối tượng bảo vệ của Mỹ-Nhật bao gồm Đài Loan. Cùng năm, trong thời gian diễn ra Triển lãm thế giới Aichi, Nhật Bản miễn thị thực cho du khách mang hộ chiếu Trung Hoa Dân Quốc, Quốc hội Nhật Bản đến tháng 8 thông qua đãi ngộ vĩnh viễn miễn thị thực 90 ngày cho du khách Đài Loan. Tháng 11 năm 2006, Mori Yoshirō sang thăm Đài Loan, Tổng thống Trần Thủy Biển tiếp kiến và trao tặng huân chương cấp cao.
Sau động đất lớn tại Nhật Bản năm 2011, chính quyền và tổ chức dân sự Đài Loan nhanh chóng có phản ứng, phái đoàn cứu nạn sang Nhật Bản hỗ trợ, tổng số tiền quyên góp đứng đầu toàn cầu, vượt quá 7 tỷ Đài tệ. Tuy nhiên, Thủ tướng Naoto Kan lạnh nhạt trước đóng góp lớn của Đài Loan. Tháng 9 và tháng 11 năm 2011, Đài Loan và Nhật Bản lần lượt ký kết hiệp định đầu tư và hiệp định bầu trời mở. Từ ngày 9 tháng 7 năm 2012 trở đi, chính phủ Nhật Bản thực thi chế độ quản lý mới với người ngoại quốc cư trú tại Nhật Bản, cột ghi quốc tịch của người Đài Loan tại Nhật ghi là "Đài Loan" thay vì "Trung Quốc". Hai cựu thủ tướng Abe Shinzō và Asō Tarō đề xướng ngoại giao giá trị quan và vòng cung tự do và phồn vinh, sau khi thôi chức họ sang thăm Đài Loan và biểu thị Nhật Bản và Đài Loan là bạn bè có chung các giá trị về tự do dân chủ, nhân quyền cơ bản và xã hội pháp trị, hình thành quan hệ Đài-Nhật mật thiết như hiện tại.

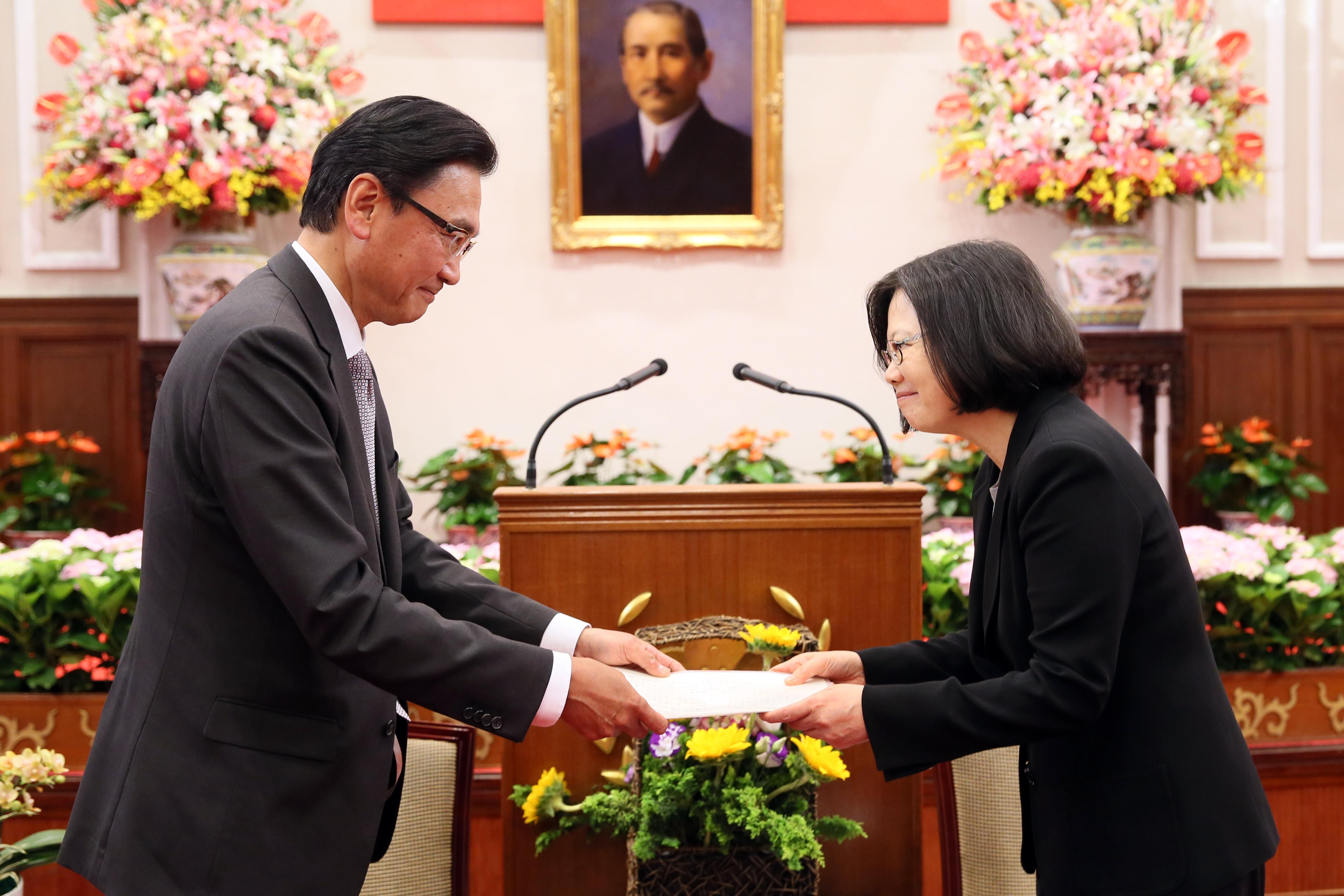
Tổng thống Thái Anh Văn tiếp nghị viên Hạ viện Nhật Bản Keiji Furuya tại Đài Loan

Tháng 1 năm 2013, Ngoại trưởng Nhật Bản Kishida Fumio tại lễ kỷ niệm 40 năm thành lập Hiệp hội Giao lưu Nhật Bản thành lập có biểu thị: 70% người Nhật Bản cũng như người Đài Loan đều có tình cảm thân thiết với đối phương. Ngày 30 tháng 4 năm 2015, cựu Thủ tướng Noda Yoshihiko dẫn đoàn sang thăm Đài Loan, đến Nghi Lan và Tân Bắc. Ngày 25 tháng 3 năm 2017, Thứ trưởng Nội vụ và Truyền thông Nhật Bản Akama Jirō sang Đài Loan tham gia hoạt động quảng bá du lịch Nhật Bản, đây là quan chức Nhật Bản cấp cao nhất sang thăm Đài Loan kể từ khi hai bên đoạn tuyệt quan hệ ngoại giao vào năm 1972. Ông biểu thị Nhật Bản nhận được ủng hộ không ít của Đài Loan sau động đất tại đông bắc năm 2011 và động đất Kumamoto 2016, cảm nhận sâu sắc liên kết mạnh mẽ Nhật-Đài, cùng bày bỏ biết ơn sâu sắc. Ngày 26 tháng 6 năm 2017, Chánh văn phòng nội các Suga Yoshihide bày tỏ hoan nghênh Đài Loan có hứng thú gia nhập TPP.

## Cơ quan đại diện

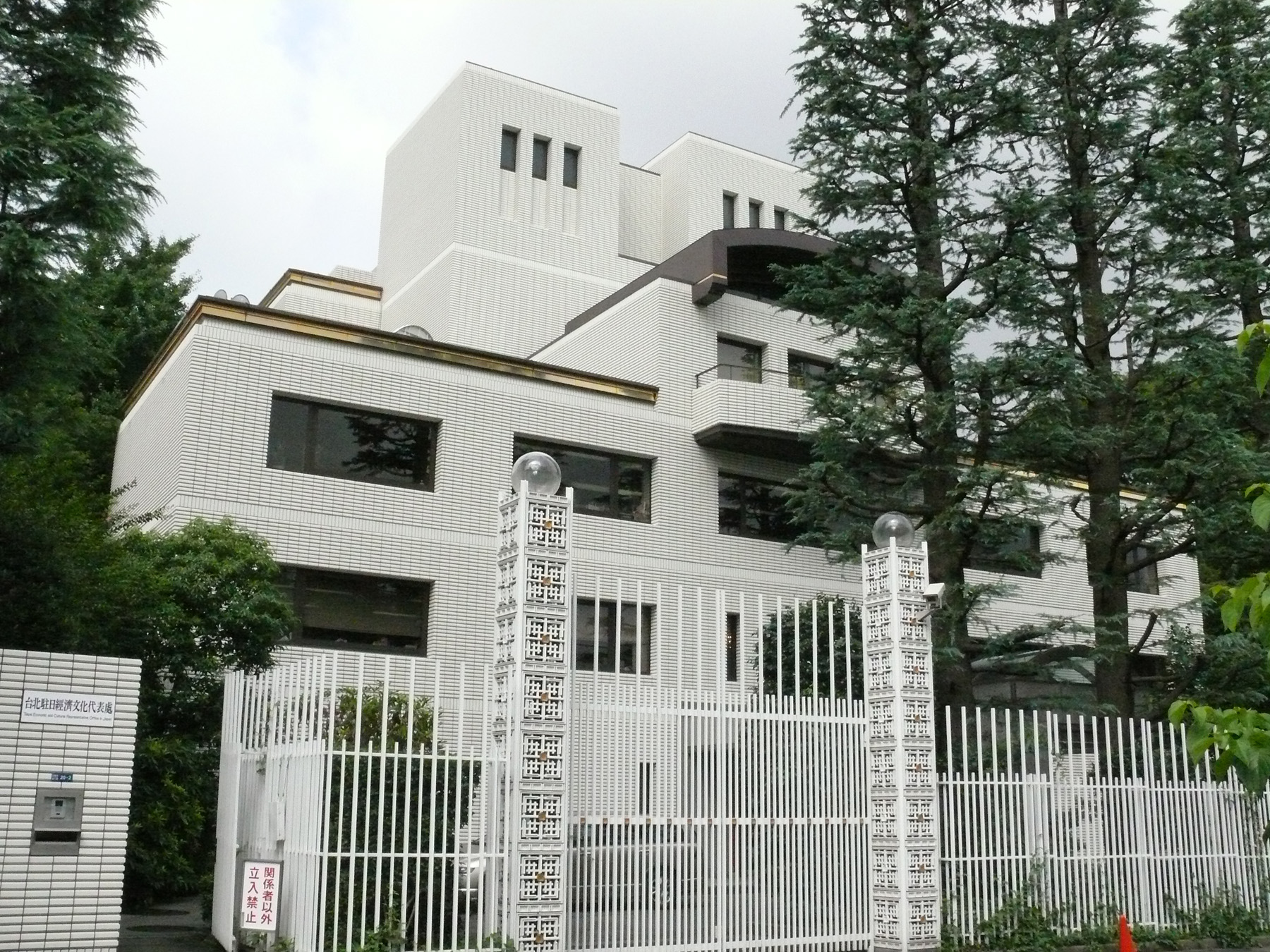
Văn phòng Đại diện Kinh tế và Văn hoá Đài Bắc tại Tokyo, Nhật Bản

Ngày 1 tháng 12 năm 1971, Trung Hoa Dân Quốc thành lập "Hiệp hội Quan hệ Á Đông", còn Nhật Bản lấy danh nghĩa đoàn thể dân gian thiết lập "Hiệp hội Giao lưu pháp nhân Tập đoàn tài chính", hai bên ký kết "Hiệp định thư Thiết lập văn phòng tại nước ngoài". Căn cứ theo hiệp nghị này, Trung Hoa Dân Quốc thiết lập Văn phòng đại diện Kinh tế và Văn hoá Đài Bắc tại Nhật Bản, có tính chất của đại sứ quán tại Tokyo (ban đầu là Văn phòng đại diện Hiệp hội Quan hệ Á Đông tại Nhật Bản, vào ngày 20 tháng 5 năm 1992 đổi tên). Đồng thời, Đài Loan có các văn phòng có tính chất lãnh sự quán tại Osaka, Yokohama, Sapporo, Fukuoka, Naha. Nhật Bản lập văn phòng sự vụ có tính chất tương tự tại Đài Bắc và Cao Hùng. Hiệp nghị này thừa nhận bảo hộ lẫn nhau các nghiệp vụ quyền lợi, cấp thị thực, xúc tiến kinh tế, học thuật, khoa học-kỹ thuật, văn hoá và thể thao. Nhằm phát triển du lịch, Hiệp hội Du lịch Đài Loan cũng thiết lập văn phòng sự vụ tại Tokyo và Osaka.
Ngày 1 tháng 4 năm 2012, "Hiệp hội Giao lưu pháp nhân Tập đoàn tài chính" đổi tên thành "Hiệp hội Giao lưu Pháp nhân Tập đoàn tài chính công ích". Ngày 1 tháng 1 năm 2017, cơ quan này đổi tên thành "Hiệp hội Giao lưu Nhật Bản-Đài Loan Pháp nhân Tập đoàn tài chính công ích". Ngày 1 tháng 3, cử hành nghi thức hạ màn biển hiệu, do đại diện Nhật Bản tại Đài Loan Numata Mikio, hội trưởng Hiệp hội Quan hệ Á Đông Khâu Nghĩa Nhân, Thứ trưởng trường trực Bộ Ngoại giao Trung Hoa Dân Quốc Lý Trừng Nhiên cùng chủ trì. Tháng 3 năm 2017, Hành chính viện Trung hoa Dân Quốc đổi tên Hiệp hội Quan hệ Á Đông thành "Hiệp hội Quan hệ Nhật Bản-Đài Loan". Ngày 17 tháng 5, cử hành nghi thức hạ màn biển hiệu.

## Tranh chấp

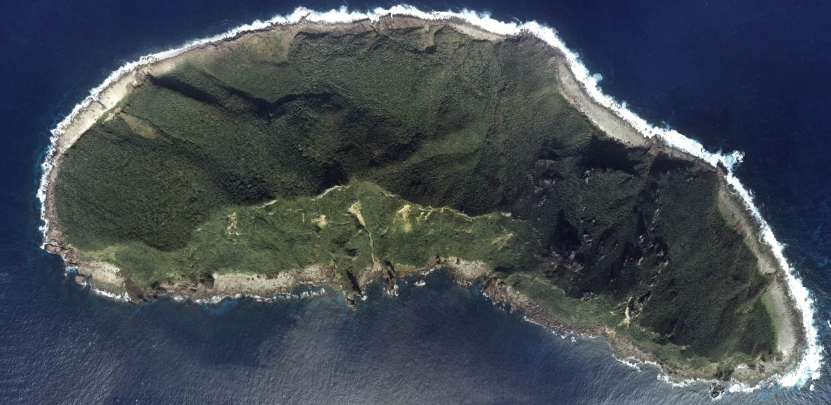
Đảo Senkaku là lãnh thổ tranh chấp giữa Nhật Bản và Đài Loan

Năm 1972, Hoa Kỳ tuyên bố trao trả quần đảo Ryukyu bao gồm cả quần đảo Senkaku cho Nhật Bản, chính phủ Trung Hoa Dân Quốc ra tuyên bố có chủ quyền đối với quần đảo Senkaku, không thừa nhận hành động này. Mặc dù quan hệ Đài-Nhật về cơ bản là hữu hảo, song về vấn đề chủ quyền quần đảo Senkaky có khác biệt tương đối lớn. Nhóm đảo hiện do Nhật Bản kiểm soát thực tế, song ngư dân Đài Loan cho rằng vùng biển quanh các đảo thuộc ngư trường truyền thống của Đài Loan, dẫn đến việc ngư dân và hải tuần Đài Loan có khi xung đột với lực lượng bảo an trên biển của Nhật Bản, chẳng hạn như sự kiện tàu đánh cá biển hiệu Liên Hiệp vào tháng 6 năm 2008, phía Đài bắc triệu hồi đại diện tại Nhật nhằm kháng nghị nghiêm khắc, cuối cùng chính phủ Nhật Bản đồng ý xin lỗi và bối thường tổn thất liên quan. Ngày 25 tháng 9 năm 2012, nhằm phản đối Nhật Bản quốc hữu hoá quần đảo Senkaku và tranh thủ quyền ngư nghiệp, hơn 50 tàu cá tại trấn Tô Áo, huyện Nghi Lan đến vùng biển gần quần đảo Senkaku để thể hiện phản đối, được lực lượng hải tuần Đài Loan hộ vệ đối đầu với tàu của lực lượng bảo an trên biển Nhật Bản. Tháng 11 cùng năm, hai bên nối lại đàm phán vấn đề quyền ngư nghiệp gián đoạn từ ba năm. Ngày 10 tháng 4 năm 2013, Đài Loan và Nhật Bản ký kết "Hiệp nghị Ngư nghiệp Đài-Nhật", hai bên dàn xếp thành công quyền ngư nghiệp tại vùng đặc quyền kinh tế chống lấn, cùng hưởng tài nguyên ngư nghiệp bên ngoài 12 hải lý của quần đảo Senkaku. Ngày 23 tháng 7 năm 2015, cựu Tổng thống Lý Đăng Huy trả lời phóng viên tại Tokyo về vấn đề chủ quyền quần đảo Senkaku, nói rằng ông từng nhiều lần trình bày rằng quần đảo này là của Nhật Bản chứ không phải của Đài Loan.
Nhật Bản nhận định Okino Tori-shima là một đảo, do đó hoạch định vùng đặc quyền kinh tế, song chủ trương này không được Liên Hợp Quốc chấp nhận hoàn toàn. Từ năm 2008, Nhật Bản đề xuất lên Ủy ban Ranh giới Thềm lục địa (CLCS) đề nghị phê chuẩn Nhật Bản có thềm lục địa quanh Okino Tori-shima, tuy nhiên uỷ ban nhìn nhận đây là đá thay vì đảo, căn cứ luật biển quốc tế không thể có thềm lục địa riêng. Ngày 25 tháng 4 năm 2016, tàu công vụ Nhật Bản bắt giữ một tàu cá Đài Loan tại vùng biển phụ cận Okino Tori-shima, yêu cầu nộp tiền bảo lãnh mới thả tàu và thuyền viên. Viện trưởng Hành chính viện Trương Thiện Chính chỉ thị Bộ Ngoại giao kháng nghị, đồng thời nhận xét phê phán Nhật Bản chỉ dựa vào 9 m² đất mà yêu cầu vùng đặc quyền kinh tế 200 hải lý
Trong khoảng tháng 4-5 năm 2015, chính quyền Đài Loan nhằm tăng cường kiểm soát an toàn thực phẩm đã cấm chỉ nhập khẩu thực phẩm từ 5 tỉnh của Nhật Bản chịu ảnh hưởng của sự cố hạt nhân Fukushima là Fukushima, Tochigi, Ibaraki, Chiba và Gunma. Ngoài ra, còn yêu cầu thực phẩm từ các tỉnh còn lại phải có giấy chứng minh xuất xứ. Cùng với đó, trà, thực phẩm trẻ em, sản phẩm từ sữa, thủy sản tại một số khu vực cần phải chứng minh kiểm tra bức xạ. Hành động này khiến cho nội các Abe quan tâm, cho rằng quy chuẩn quá nghiêm khắc, hy vọng Đài Loan bãi bỏ. Nhật Bản còn nhiều lần cử quan chức sang Đài Loan giao thiệp.

## Thị thực
Công dân Trung Hoa Dân Quốc có hộ chiếu Trung Hoa Dân Quốc (và có hộ tịch tại Đài Loan) có thể được miễn thị thực nhập cảnh Nhật Bản, lưu trú tối đa 90 ngày. Người dùng phương thức miễn thị thực để nhập cảnh quá nhiều ngày dễ bị nhân viên hải quan chú ý trong lần tái nhập cảnh tiếp theo, một khi bị nhận định nghi ngờ làm việc phi pháp sẽ bị từ chối cho nhập cảnh. Do đó, nếu muốn lưu trú lâu tại Nhật Bản thì nên đến văn phòng sự vụ Đài Bắc của Hiệp hội Giao lưu Nhật Bản-Đài Loan yêu cầu thị thực cho mục đích phù hợp. Công dân Nhật Bản mang hộ chiếu Nhật Bản có thể được miễn thị thực nhập cảnh Trung Hoa Dân Quốc, lưu trú tối đa 90 ngày. Ngoài ra, hai bên mỗi năm đều cung cấp 5.000 thị thực lao động kết hợp kỳ nghỉ kéo dài 1 năm cho thanh niên 18-30 tuổi (cho người chưa từng nhận được loại thị thực này).

## Kinh tế

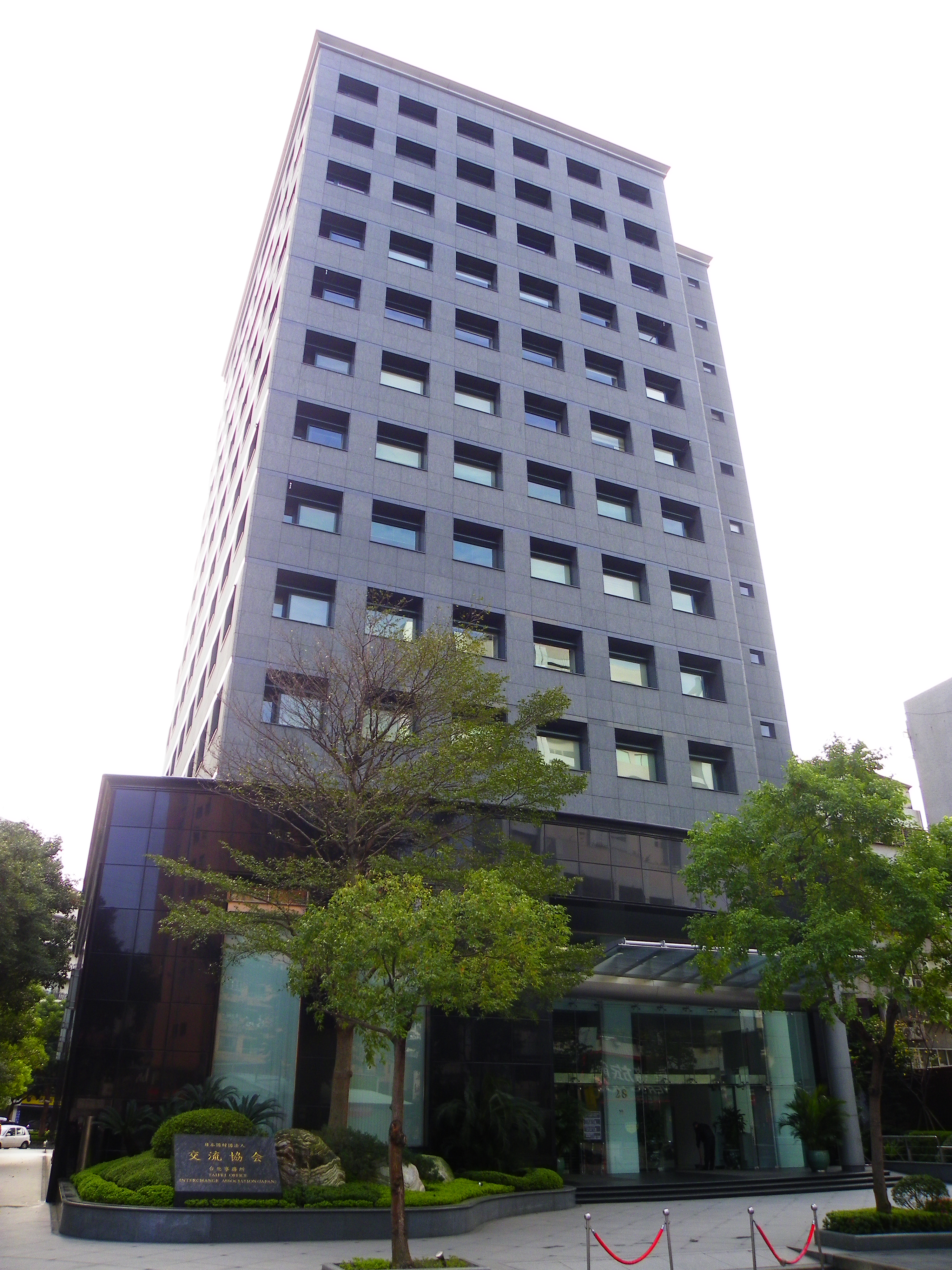
Văn phòng sự vụ Đài Bắc Hiệp hội Giao lưu Nhật Bản-Đài Loan

Hiệp hội Phát triển mậu dịch đối ngoại Trung Hoa Dân Quốc thiết lập các "trung tâm mậu dịch Đài Loan" tại Tokyo, Osaka, Fukuoka. Cục Mậu dịch thuộc Bộ Kinh tế của Đài Loan cũng thiết lập tổ kinh tế trong văn phòng đại diện của Đài Loan tại Tokyo và Osaka. Năm 2014, theo thống kê của Bộ Nông-Lâm-Thủy sản Nhật Bản, Đài Loan là thị trường xuất khẩu thực phẩm nông lâm thủy sản lớn thứ ba của Nhật Bản, đứng sau Hồng Kông và Hoa Kỳ. Hai phần năm xuất khẩu thuốc lá của Nhật Bản là sang Đài Loan, có xu thế gia tăng so với năm trước. Ngoài ra, căn cứ theo thống kê của Ủy ban Nông nghiệp Hành chính viện, Nhật Bản là thị trường xuất khẩu thực phẩm nông lâm thủy sản lớn thứ nhì của Đài Loan, đứng sau Trung Quốc đại lục. Năm 2016, Nhật Bản là bạn hàng lớn thứ ba của Đài Loan, bạn hàng lớn thứ hai về nhập khẩu và thứ tư về xuất khẩu. Kim ngạch xuất khẩu từ Đài Loan sang Nhật Bản là 19,55 tỷ USD, còn kim ngạch nhập khẩu của Đài Loan từ Nhật Bản là 40,63 tỷ USD, Đài Loan nhập siêu hơn 21 tỷ USD.
Năm 1999, 2000, 2006 từng xuất hiện cao trào đầu tư của Đài Loan sang Nhật Bản, có các dự án đầu tư quy mô lớn trên 100 triệu USD vào các lĩnh vực cơ điện tử như chất bán dẫn, màn hình tinh thể lỏng. Cho đến năm 2012, tổng luỹ kế đầu tư trực tiếp từ Đài Loan sang Nhật đạt 2,51 tỷ USD, chiếm 1,2% tổng luỹ kế đầu tư trực tiếp vào Nhật Bản, đứng sau Singapore, Hồng Kông và Hàn Quốc tại châu Á, hạng mục đầu tư chủ yếu là máy móc thiết bị điện khí, bán buôn bán lẻ và dịch vụ. Ngày 2 tháng 4 năm 2016, Foxconn chi 388,8 tỷ yên Nhật đầu tư vào Sharp, là lần đầu tiên doanh nghiệp Đài Loan thu mua doanh nghiệp hàng đầu Nhật Bản.
Hiện nay tại Nhật Bản có một số hiệp hội của kiều dân Đài Loan như Tổng hội liên hiệp Thương hội Đài Loan-Nhật Bản, Thương hội Đài Loan Tokyo, Hiệp hội Thương gia Đài Loan Kansai Nhật Bản, Thương hội Đài Loan Chiba, Phòng Công thương Đài Loan Fukuoka, Hiệp hội Công thương Đài Loan Ryukyu, và Hội đồng hương Đài Loan tại Nhật.

## Giao thông
Từ thời Đài Loan là thuộc địa của Nhật Bản, giữa hai bên đã có tuyến hàng không. Sau thế chiến thớ hai thì bị gián đoạn, đến năm 1959, Japan Airlines mở đường bay từ Tokyo đến Đài Bắc. Sau khi Đài Loan và Nhật Bản đoạn tuyệt quan hệ ngoại giao, do máy bay của China Airlines của Đài Loan có sơn hình quốc kỳ nên hai bên cắt đứt vận chuyển hành không từ tháng 5 năm 1974 đến tháng 8 năm 1975. Sau khi khôi phục, China Airlines và EVA Air (được thành lập sau này) khi bay đến Tokyo được sắp xếp hạ cánh tại sân bay Haneda, nhằm tránh công ty hàng không của Trung Quốc đại lục, là hai công ty hàng không ngoại quốc duy nhất tại sân bay này, đến ngày 18 tháng 4 năm 2002 mới chuyển sang khởi hành tại sân bay Narita.
Hành khách
| Đài Loan           | Nhật Bản |
| ------------------ | --- |
| Đài Bắc - Tùng Sơn | Tokyo - Haneda (China Airlines, EVA Air, Japan Airlines, All Nippon Airways) |
| Đài Bắc - Đào Viên | Tokyo - Haneda (Tigerair Taiwan, Peach) Tokyo - Narita (China Airlines, EVA Air, Tigerair Taiwan, Japan Airlines, All Nippon Airways, Vanilla Air, Jetstar Japan, Scoot, Cathay Pacific) Osaka - Kansai (China Airlines, EVA Air, Tigerair Taiwan, Japan Airlines, Peach, Vanilla Air, Jetstar Japan, Jetstar Asia Airways, Cathay Pacific, Philippine Airlines) Nagoya (China Airlines, Tigerair Taiwan, Japan Airlines, Jetstar Japan, Cathay Pacific) Sapporo (China Airlines, EVA Air, Scoot)（Peach mở từ 24/9/2017) Fukuoka (China Airlines, EVA Air, Tigerair Taiwan) Hiroshima (China Airlines) Sendai (EVA Air, Tigerair Taiwan, Peach từ 25/9/2017) Niigata (Far Eastern Air Transport)（China Airlines thuê bao) Okayama (Tigerair Taiwan) (China Airlines thuê bao) Shizuoka (China Airlines) Kagoshima (China Airlines) Matsuyama (China Airlines thuê bao) Oita (China Airlines thuê bao) Asahikawa (China Airlines thuê bao) Takamatsu (China Airlines) Toyama (China Airlines) Miyazaki (China Airlines) Naha (China Airlines, EVA Air, Tigerair Taiwan, Peach, Vanilla Air) Akita (China Airlines thuê bao) Aomori (China Airlines thuê bao) Hakodate (EVA Air, Tigerair Taiwan) Yamagata (China Airlines thuê bao) Iwami (China Airlines thuê bao) Izumo (China Airlines thuê bao) Obihiro (China Airlines thuê bao) Komatsu (EVA Air) Shonai (China Airlines thuê bao) Hanamaki (China Airlines thuê bao) Ishigaki (China Airlines theo mùa) Noto (China Airlines thuê bao) |
| Đài Trung          | Oita (Mandarin Airlines) Naha (Mandarin Airlines) |
| Đài Nam            | Osaka - Kansai (China Airlines) |
| Cao Hùng           | Tokyo-Narita (China Airlines, EVA Air, Tigerair Taiwan, Japan Airlines, Vanilla Air) Osaka - Kansai (China Airlines, EVA Air, Tigerair Taiwan, Peach, Scoot) Sapporo (China Airlines) Fukuoka (EVA Air) Kumamoto (China Airlines) Takamatsu (China Airlines) Naha (China Airlines, Tigerair Taiwan) |

Hàng hoá
| Đài Loan          | Nhật Bản |
| ----------------- | --- |
| Đài Bắc- Đào Viên | Tokyo-Narita (China Airlines, Nippon Cargo Airlines, All Nippon Airways, Polar Air Cargo, FedEx) Osaka - Kansai (China Airlines, EVA Air, FedEx) Nagoya (Polar Air Cargo) Kitakyushu (Nippon Cargo Airlines) Naha (All Nippon Airways) |